# 배수용
배수용(裵洙瑢, 1998년 6월 7일 ~ )은 대한민국의 축구 선수로, 포지션은 중앙 수비수이다. 2020년 현 K리그2 충남 아산 FC에서 활약하고 있다.

## 축구인 경력

### 클럽 경력
배수용은 보인고등학교 축구부에서 고등부 리그 왕중왕전을 포함해 4관왕을 달성하였다.
2017년 일본 J1리그 감바 오사카에 입단하였으며, J3리그에 참가하는 감바 오사카 U-23 팀 소속으로 24경기에 출전하여 1골을 기록하였다.
2018년 J3리그 기라반츠 기타큐슈로 1년간 임대를 떠났다.
2020년 K리그2 충남 아산 FC로 이적 하였다.